# 佛罗里达，锯齿草与天空相遇的地方
《佛罗里达，锯齿草与天空相遇的地方》（英語：Florida, Where the Sawgrass Meets the Sky）是佛罗里达州的州歌，其最初的创作目的是为了取代该州原本的州歌《家乡的老友》（又名《斯旺尼河》）。这首歌最终于2008年被正式指定为佛罗里达州州歌。

## 背景
佛罗里达州于1845年成为美国的一个州，但直到1913年才拥有自己的州歌。时任佛罗里达州州长的帕克·特拉梅尔于1913年5月12日签署法案，使《佛罗里达，我的佛罗里达》成为该州历史的上第一首州歌。这首歌的旋律取自德国圣诞颂歌《圣诞树》，除佛罗里达州之外马里兰州（《马里兰，我的马里兰》）和艾奥瓦州（《艾奥瓦，我的艾奥瓦》）的官方州歌以及密歇根州（《密歇根，我的密歇根》）的非官方州歌皆采用了这一曲调。不过到了1935年，佛罗里达州通过决议将州歌改为《斯旺尼河》，即《家乡的老友》。
《家乡的老友》一曲是由吟游诗人斯蒂芬·福斯特于1851年创作的歌曲，歌词中含有大量的种族主义内容，诸如“向往古老的种植园”以及“哦！ 黑家伙们（darkies）使我的心变得疲倦”等词句。为了使这首歌能够在学校里演奏，佛罗里达州教育部在20世纪70年代时对歌词进行了修改，但依然存有大量让人反感的种族主义元素。1983年，时任州长鲍勃·格雷厄姆提议增添一首内容更为积极向上的歌曲作为州歌。而在1997年，非裔州众议员威利·洛根以歌词具有攻击性为由提议修改州歌，但遭到来自萨旺尼河一带的州议员强烈反对，最终不得不撤回了提案。

## 寻找新州歌
2007年，查理·克里斯特未在其州长就职典礼上播放《家乡的老友》，而是播放了一首争议较小且更为现代的歌曲。此外，克里斯特州长还鼓励州参议员及黑人小组领导人托尼·希尔寻找新州歌。随后，托尼·希尔与州众议员埃德·霍曼以及佛罗里达音乐教育协会联手举办了一场挑选新州歌的比赛。

## 挑选新州歌
此项比赛共收到了243项参赛作品，在官方挑选出其中三项后再通过线上投票决定。最终英国人扬·欣顿的作品《佛罗里达，锯齿草与天空相遇的地方》脱颖而出，获得了超过总票数一半的投票。具有讽刺意味的是，无论是福斯特还是欣顿辛顿皆非佛罗里达州本地人，其中欣顿在创作这首歌的十几年前移居佛罗里达州，而福斯特一生从未踏足过此地。之后参议员希尔提出了《SB1558法案》，提议将《佛罗里达，锯齿草与天空相遇的地方》定为佛罗里达州州歌。

## 争论和妥协
和1997年一样，这一提案遭到了来自佛罗里达州北部的历史学家反对，他们认为这破坏了佛罗里达州的历史传统。州参议员南希·阿尔真齐亚诺表示：“很多人向我反映他们不同意修改州歌，因为斯旺尼河是佛罗里达州的重要组成部分。虽然旧歌词中存在着令人反感的内容，但很多内容现已不再使用。我曾努力听取过我选民的意见，他们大多反对修改州歌，我也是这么想的。”而州参议员吉姆·金则提出妥协方案，即同意将《佛罗里达，锯齿草与天空相遇的地方》定为州歌，但亦保留《家乡的老友》删改版的州歌地位。随后，删改版《家乡的老友》的歌词受到了匹兹堡大学史蒂芬·福斯特纪念馆认可。尽管克里斯特州长并不喜欢将两首歌同时作为州歌的决定，但最终还是签署通过了这项法案。